# Grup d'habitatges La Maquinista
El Grup d'habitatges La Maquinista és una obra racionalista de Barcelona inclosa a l'Inventari del Patrimoni Arquitectònic de Catalunya.

## Descripció
Grup d'habitatges situat a prop de la fàbrica de la Maquinista, al barri de la Barceloneta, entre carrers estrets i de poca qualitat des del punt de vista urbanístic. Però també un espai perfecte per plantejar un grup d'edificis ordenats de forma volumètrica en una illa completa. Així doncs, els arquitectes Josep Antoni Coderch i de Setmenat i Manuel Valls i Vergés van distribuir els habitatges del grup als tres costats del rectangle que marquen els límits de la mançana, deixant un espai central obert de caràcter semiprivat que s'organitza com una successió d'espais amb diferents graus de privacitat.
Aquests espais amb tancaments semiindependents són oberts i estan connectats al gran espai central, conegut com a plaça del Llagut. Els blocs de pisos es disposen al voltant, en planta baixa i cinc altures, tenen tres habitatges per replà i utilitzen el màxim de l'espai disponible al perímetre de façana. La distribució no tan sols és apropiada des del punt de vista higiènic, sinó que li permet assolir solucions òptimes en termes de privacitat per a cadascun dels habitatges.
També la solució del vestíbul on desemboquen escales és un element clau el seu agrupament, car cada vestíbul permet l'accés a més d'una escala. Una distribució extraordinària que aprofita al màxim la llibertat volumètrica en el traçat que el projecte li permet. El maó és el material dominant a l'exterior, i es combina amb les franges verticals dels elements de protecció de les vistes de les finestres. Les persianes enrotllables exteriors, recentment restituïdes en la seva unitat en una molt bona restauració, acaben d'atorgar un grau més de complexitat a la façana resolta amb gran senzillesa i evoquen les arquitectures tradicionals mediterrànies, una característica que inaugura Coderch i serà una constant en l'arquitectura catalana dels anys posteriors. Aquest mediterranisme, que s'allunya dels postulats del primer moviment modern es veu reforçat aquí amb les cobertes de teules, lleugerament inclinades que són presents a la composició amb petits ràfecs.

## Història
Durant la dècada de 1950 el tàndem Coderch-Valls, encara dins la seva afinitat amb el popular-mediterrani, anirà arribant a nivells progressius d'una major abstracció formal. Aquesta renovació estilística, ja present en aquest conjunt d'habitatges, va esdevenir una de les contribucions més importants de la primera generació de l'Espanya de la postguerra. Altres arquitectes com Alejandro de la Sota, Antoni de Moragas, José Luis Fernández Del Amo, Julio Cano Lasso o F.J. Sáenz de Oiza, entre d'altres, també van col·laborar en la recerca d'alternatives estilístiques i a explotar nous àmbits d'una arquitectura, que després de la guerra, cau en una letargia historicista, discordant i aïllada de la modernitat en l'àmbit internacional. Aquesta generació ha de tornar a forjar els paràmetres de la renovació arquitectònica, basada en la mirada a l'interior, en l'arquitectura vernacla establerta i mediterrània, però que demostra el coneixement i assumpció dels postulats del Moviment Modern.
Al marge de la incomunicació de la cultura espanyola de la postguerra, l'arquitectura dels cinquanta, amb la irrupció d'aquesta nova generació, provoca l'atenció i l'interès internacional i, s'integra amb la modernitat europea gràcies a Coderch i els seus contemporanis.